# Le Silence des agneaux (roman)
Ne doit pas être confondu avec Le Silence des agneaux (film).
Le Silence des agneaux (titre original : The Silence of the Lambs) est un roman policier américain de Thomas Harris, publié en 1988.
L'histoire décrit l'enquête d'une jeune étudiante du FBI, Clarice Starling qui, lors de sa recherche d'un tueur en série psychopathe, se voit forcée d'aller interroger un psychiatre, lui aussi psychopathe, emprisonné pour meurtres dans un asile, le Dr Hannibal Lecter.
Le roman a obtenu le grand prix de littérature policière en 1991. Il fut adapté au cinéma la même année avec le film Le Silence des agneaux, réalisé par Jonathan Demme avec l'actrice Jodie Foster dans le rôle de Clarice Starling et Anthony Hopkins dans celui du Dr Hannibal Lecter.

## Résumé
Clarice Starling, une jeune étudiante à l'académie du FBI à Quantico près de Baltimore, est chargée par Jack Crawford (en), le directeur du département des Sciences du comportement du FBI, de retrouver la trace d'un dangereux tueur en série psychopathe, connu sous le pseudonyme de « Buffalo Bill ».
Le tueur, qui a déjà assassiné cinq femmes pour ensuite les écorcher et récupérer leur peaux, prépare un nouveau meurtre. Clarice doit agir vite si elle veut empêcher une sixième victime. Jack Crawford a confié cette mission à la jeune étudiante car son profileur habituel, Will Graham (en), a quitté le service après son enquête traumatisante du précédent roman, Dragon Rouge. 
Pour les besoins de son enquête, Clarice est obligée de requérir les services du docteur Hannibal Lecter, un psychiatre interné à vie dans un hôpital psychiatrique à la suite de plusieurs meurtres sanglants et d'actes de cannibalisme. Clarice va recevoir des informations de Lecter, mais en échange elle devra donner de sa personne et lui fournir des anecdotes sur son enfance. Le psychiatre cannibale, doté d'une personnalité raffinée et machiavélique, va alors peu à peu envoûter la brillante étudiante grâce à sa connaissance approfondie de la psychologie humaine...

## Personnages
- Clarice Starling, une jeune et brillante étudiante du FBI à Quantico, chargée par son supérieur Jack Crawford de recueillir des indices sur l'affaire « Buffalo Bill ».
- Le docteur Hannibal Lecter, un ancien psychiatre de renom, meurtrier et cannibale, interné en hôpital psychiatrique à Baltimore, que Clarice Starling interroge afin d'avancer dans son enquête.
- Jack Crawford, le directeur du département des Sciences du comportement du FBI à Quantico.
- Jame Gumb, alias « Buffalo Bill », un tueur en série amateur de peaux de femmes.
- Le docteur Frederick Chilton, l'ambitieux directeur de l'hôpital psychiatrique de Baltimore et ennemi du docteur Lecter, à qui il mène la vie dure (privations et tracasseries diverses).
- Catherine Baker Martin, la sixième jeune femme capturée par Buffalo Bill et sa prochaine victime.

## Prix et distinctions
- Prix Anthony 1989 du meilleur roman[1]

## TétralogieHannibal Lecter
- Hannibal Lecter : Les Origines du mal (Hannibal Rising, 2006) (publié postérieurement mais premier livre de la série)
- Dragon rouge (Red Dragon, 1981)
- Le Silence des agneaux (Silence of the Lambs, 1988)
- Hannibal (Hannibal, 1999)

## Adaptation
Le film est adapté dans le cinéma Le Silence des agneaux sorti en 1991. C'est un immense succès. Le film remporte les cinq Oscars majeurs en 1992 : meilleur film, meilleur réalisateur, meilleur scénario adapté, meilleur acteur pour Anthony Hopkins et meilleure actrice pour Jodie Foster.
En 2021, la série télévisée Clarice se situe un an après les évènements du roman et du film.

## Dans la culture populaire
Le titre du roman a été parodié par Frédéric Dard dans celui de l'une des aventures de San-Antonio, « Le Silence des homards », paru en 1992.